# Dia Mundial da Informação para o Desenvolvimento
Em 1972, a Assembleia Geral das Nações Unidas decidiu instituir o Dia Mundial da Informação para o Desenvolvimento, coincidindo com o Dia das Nações Unidas, em 24 de outubro. A Assembleia Geral tinha como objetivo chamar a atenção da opinião pública mundial todos os anos para os problemas de desenvolvimento e para a necessidade de fortalecer a cooperação internacional para resolvê-los.
O dia também foi reconhecido como a data em que a Estratégia Internacional de Desenvolvimento para a Segunda Década de Desenvolvimento das Nações foi adotada em 1970.
Em 17 de maio de 1972, a Conferência das Nações Unidas sobre Comércio e Desenvolvimento (UNCTAD) propôs medidas para a disseminação de informações e para a mobilização da opinião pública em relação aos problemas de comércio e desenvolvimento. Essas medidas ficaram conhecidas como resolução 3038 (XXVII), que a Assembleia Geral da ONU aprovou em 19 de dezembro de 1972. Essa resolução solicitou a introdução do Dia Mundial da Informação para o Desenvolvimento para chamar a atenção das pessoas em todo o mundo para as dificuldades do desenvolvimento. Outro objetivo do evento é explicar ao público por que é necessário fortalecer a cooperação internacional para encontrar maneiras de resolver esses problemas. A assembleia também decidiu que o dia deveria coincidir com o Dia das Nações Unidas para enfatizar o papel central do desenvolvimento no trabalho da ONU. O Dia Mundial da Informação para o Desenvolvimento foi celebrado pela primeira vez em 24 de outubro de 1973 e, desde então, é realizado todos os anos nessa data.
Nos últimos anos, muitos eventos interpretaram o título do dia de forma ligeiramente diferente. Eles se concentraram no papel que as modernas tecnologias de informação, como a Internet e os telefones celulares livres da exclusão digital, podem desempenhar para alertar as pessoas e encontrar soluções para problemas de comércio e desenvolvimento. Um dos objetivos específicos do Dia Mundial da Informação para o Desenvolvimento era informar e motivar os jovens, e essa mudança pode ajudar a promover esse objetivo.